# Pseudocypraea exquisita
Pseudocypraea exquisita là một loài ốc biển, là động vật thân mềm chân bụng sống ở biển trong họ Pediculariidae.